# Metapenaeus alcocki
Metapenaeus alcocki is een tienpotigensoort uit de familie van de Penaeidae. De wetenschappelijke naam van de soort is voor het eerst geldig gepubliceerd in 1968 door M.J. George & Rao.